# Ein Haus in der Toscana
Ein Haus in der Toscana  è una serie televisiva  tedesca ideata da Sylvia Ulrich, prodotta da TV 2000 e Beta Taurus e trasmessa nel 1991 e nel 1994 dall'emittente ARD 1 (Das Erste).  Protagonisti della serie sono Stefan Wigger,  Renate Schroeter, Muriel Baumeister e  Oliver Clemens.
La serie si compone di due stagioni, per un totale di 23 episodi, della durata di 45 minuti circa ciascuno. Il primo episodio, intitolato Der Kauf venne trasmesso in prima visione il 2 gennaio 1991, mentre l'ultimo episodio, intitolato Die Hochzeit, venne trasmesso in prima visione il 20 aprile 1994.

## Trama
I Donner sono una famiglia tedesca che, per sfuggire dalla routine e dalla noia della grande città, decide di acquistare una casa in un paesino in Toscana, dove poter trascorrere le vacanza estive.  La famiglia è composta da Julius, dalla moglie Rosl e dai figli adolescenti Beate e Markus.
Ad attenderli però è tutt'altro che la tranquillità: devono infatti affrontare i lavori di ristrutturazione, nonché una vicina poco cordiale, mentre Bea si innamora di un ragazzo del posto, di nome Neveo.

## Personaggi e interpreti
- Julius Donner, interpretato da Stefan Wigger: è il capofamiglia[2][3][5][6]
- Rosl Donner, interpretata da Renate Schroeter: è la moglie di Julius[2][3][5][6]
- Beate"Bea" Donner, interpretata da Muriel Baumeister: è la figlia di Julius e Rosl[2][3][5][6]
- Markus Donner, interpretato da Oliver Clemens: è il figlio di Julius e Rosl[2][3][5][6]
- Daphe, interpretata da Cornelia Niemann: è la vicina di casa in Toscana dei Donner[2][3]
- Neveo, interpretato da Claudio Insegno: è un ragazzo che lavora come meccanico e del quale Bea si innamora[2][3]
- Conte Tiziano, interpretato da Giovanni Guidelli[4]

## Produzione
La serie è stata girata a Caldana, frazione del comune di Gavorrano, in Maremma.

## Episodi
| Stagione         | Puntate | Prima TV Germania | Prima TV Italia |
| ---------------- | ------- | ----------------- | --------------- |
| Prima stagione   | 10      | 1991              | inedito         |
| Seconda stagione | 13      | 1994              | inedita         |